# Heliconia (trilogía)
Heliconia (Helliconia en el original en inglés) es una trilogía de novelas de ciencia ficción escritas por Brian W. Aldiss, en las que narra la evolución de un planeta llamado Heliconia a través de los siglos y de las formas de vida que lo pueblan.  Los tres libros son: Heliconia: Primavera (publicado en 1982), Heliconia: Verano (1983) y Heliconia: Invierno (1985).

## Sinopsis
La acción se sitúa en el planeta Heliconia, a aproximadamente mil años luz de la Tierra, que forma parte de un sistema binario de dos estrellas, Freyr, una supergigante de tipo A, y Batalix, una estrella de tipo G similar al Sol. Heliconia gira alrededor de Batalix, que a su vez gira alrededor de Freyr en una órbita elíptica de 2.592 años terrestres. Esto provoca que el clima de Heliconia esté condicionado por la cercanía o lejanía de Freyr (de tal manera que a lo largo de la órbita se suceden largas estaciones que duran varias generaciones). Principalmente, en Heliconia coexisten dos formas de vida plenamente avanzadas; phagors, cuya evolución se produjo antes de Batalix fuera atraída por Freyr, y humanos, que evolucionaron después de este hecho. Los humanos terrestres también hacen acto de presencia en la historia; una nave especial, el Avernus, está en órbita alrededor del planeta, con el objetivo de estudiar todos los aspectos del mismo.

## Premios
| Predecesor                             | Premios de Heliconia                                     | Sucesor                                     |
| -------------------------------------- | -------------------------------------------------------- | ------------------------------------------- |
| El tercer policía de Flann O'Brien     | Tähtivaeltaja Award (1990)                               | Una mirada a la oscuridad de Philip K. Dick |
| Predecesor                             | Premios de Heliconia: Primavera                          | Sucesor                                     |
| La sombra del torturador de Gene Wolfe | Premio BSFA a la mejor novela (1982)                     | Tik-Tok de John Sladek                      |
| Dudo Errante de Russell Hoban          | Premio John W. Campbell Memorial (1983)                  | La ciudadela del autarca de Gene Wolfe      |
| -                                      | Premio Kurd Lasswitz a la mejor novela extranjera (1984) | Sivainvi de Philip K. Dick                  |
| Predecesor                             | Premios de Heliconia: Invierno                           | Sucesor                                     |
| Bosque Mitago de Robert Holdstock      | Premio BSFA a la mejor novela (1985)                     | Los astronautas harapientos de Bob Shaw     |